# Alcyonosyllis glasbyi
Alcyonosyllis glasbyi är en ringmaskart som beskrevs av San Martin och Nishi 2003. Alcyonosyllis glasbyi ingår i släktet Alcyonosyllis och familjen Syllidae. Inga underarter finns listade i Catalogue of Life.